# خفاش قره‌قوم
خفاش قره‌قوم (نام علمی: Eptesicus bobrinskoi) گونه‌ای خفاش است از تیره خفاش‌ناهیدیان که در کشورهای ایران، ترکمنستان، ازبکستان، قزاقستان، و سیبری روسیه زندگی می‌کند.